# Karl-Gunnar Tillinger
Karl-Gunnar Tillinger, född den 4 april 1917 i Stockholm, död där den 3 maj 2004, var en svensk läkare. Han var son till Hildor Tillinger.
Tillinger avlade studentexamen 1935, medicine kandidatexamen 1938 och medicine licentiatexamen vid Karolinska institutet i Stockholm 1944. Han var amanuens vid Radiumhemmet 1942–1943, extra läkare vid Sankt Eriks sjukhus 1943, tillförordnad laborator vid Radiumhemmet 1943, underläkare där 1943–1944, tillförordnad tredje underläkare vid Karlstads lasarett 1944–1946, tredje underläkare 1946–1948, underläkare 1948–1949, andre och förste underläkare vid Eskilstuna lasarett 1949–1951, tillförordnad förste underläkare vid kvinnokliniken på Karolinska sjukhuset 1951–1952 och förste underläkare där 1952–1961. Tillinger promoverades till medicine doktor 1957 och blev docent i gynekologi och obstetrik vid Karolinska institutet samma år. Han var biträdande överläkare vid kvinnokliniken på Karolinska sjukhuset 1961–1972 och överläkare vid kvinnokliniken på Södersjukhuset 1972–1982. Tillinger var därjämte överläkare inom Riksförbundet för sexuell upplysning 1973–1982. Han publicerade skrifter i patologi, gynekologi och endokrinologi. Tillinger vilar på Norra begravningsplatsen utanför Stockholm.